# Karl-Friedrich Lenz
Karl-Friedrich Lenz (* 30. Januar 1958 in München) ist ein deutscher Jurist, Hochschullehrer und Fachbuchautor.
Er wurde als Sohn von Helene und Hanfried Lenz geboren und ist der Enkel von Fritz Lenz. Nach dem Jurastudium von 1976 bis 1981 und der Promotion im Jahre 1986 in München war Lenz unter anderem als Referent für Ostasien am Max-Planck-Institut für ausländisches und internationales Strafrecht in Freiburg im Breisgau tätig. Seit 1995 ist Lenz Professor (Kyoju) für Deutsches Recht und Europarecht an der Aoyama-Gakuin-Universität in Tokio.
Lenz hat wissenschaftliche Artikel über Rechtsfragen des Internets und Urheber- und Patentrecht veröffentlicht.
Er ist verheiratet und hat zwei Kinder.